# Luigi Sturzo

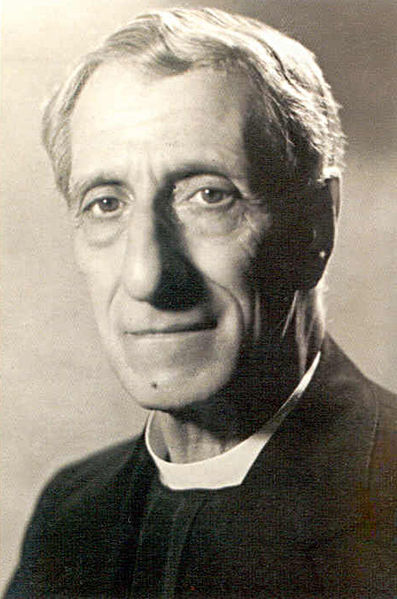
Luigi Sturzo

Don Luigi Sturzo (Caltagirone, 26 november 1871 – Rome, 8 augustus 1959), was een rooms-katholieke geestelijke en Italiaans christendemocratisch politicus. 
Luigi Sturzo was afkomstig uit Sicilië. Hij studeerde aan het seminarie van Caltagirone (theologie, filosofie en sociologie) en werd in 1894 tot priester gewijd. Hij promoveerde als doctor in de theologie aan de Gregoriaanse Universiteit in Rome.
Rond 1894 brak er een revolte uit van boeren en arbeiders op Sicilië. De revolte werd hard onderdrukt. Kort daarna ging Don Sturzo op vakantie in Caltagirone. Hij was geschokken van het harde ingrijpen van de overheid en besloot een organisatie op te richten om boeren, arbeiders, middenstanders en priesters te organiseren. Sturzo begon zich in te zetten voor de arbeiders en boeren. Hij was jarenlang burgemeester van Caltagirone. 
In 1919 richtte Don Sturzo de Partito Popolare (Volkspartij) op, de eerste christendemocratische partij van Italië. Sturzo was een aanhanger van democratie. De Partito Popolare werd na de Sociaaldemocratische Partij van Italië de tweede partij van het land. De Partito Popolare bezat eigen vakbonden, werkgeversorganisaties en coöperaties (meer dan de sociaaldemocratische partij en de republikeinse partij bij elkaar).  Hij was een uitgesproken criticus van Mussolini, die sinds 1922 premier van Italië was. In 1924 moest hij in ballingschap. Tot 1940 verbleef hij in Londen en daarna tot 1946 in de Verenigde Staten van Amerika (Brooklyn en Florida).
Na de Tweede Wereldoorlog keerde hij naar Italië terug en werd senator voor het leven en tevens erevoorzitter van de Democrazia Cristiana (DC).
De Partito Popolare Italiano (PPI), de linkse christendemocratische partij van Italië (sinds 1994), beschouwt zich als erfgenaam van Don Sturzo's denken en handelen.
Zijn werken als socioloog zijn nog steeds van belang.
Zie ook: Christendemocratie - Alcide De Gasperi
- Bibsys: 90969403
- Biblioteca Nacional de España: XX962638
- Bibliothèque nationale de France: cb120380151 (data)
- Catàleg d'autoritats de noms i títols de Catalunya: 981058512576406706
- CiNii: DA02421724
- Gemeinsame Normdatei: 118799290
- International Standard Name Identifier: 0000 0001 0864 4888
- Library of Congress Control Number: n79034540
- Nationale Bibliotheek van Tsjechië: skuk0005459
- Nationale bibliotheek van Australië: 35530463
- Nationale Bibliotheek van Israël: 987007277036805171
- Nederlandse Thesaurus van Auteursnamen: 071327657
- Istituto Centrale per il Catalogo Unico: CFIV009591
- SNAC: w6qv6wtr
- Système universitaire de documentation: 028570987
- Trove: 986420
- Virtual International Authority File: 4947454
- WorldCat: E39PBJyGRHHHhGTvXdM73M7T73